# Музика епохи класицизму
Музика епохи класицизму або музика класицизму — академічна музика XVII–XVIII століття.
У середині XVIII століття Європа почала рухатися в сторону нового стилю в архітектурі, літературі, мистецтві — класицизму. Цей стиль прагнув наслідувати ідеали античності, головним чином Класичної Греції.
Класицизм, як художній напрямок, був створений у Франції в першій половині XVII століття. Цікавість, яка виникла ще в епоху Відродження, до античної культури, спричинила наслідування в усіх видах мистецтва античним зразкам.
Естетика класицизму була заснована на переконанні розумності та гармонічності світоустрою, що проявилося в увазі до збалансованості частин твору, ретельній обробці деталей, розробці основних канонів музичної форми. Саме в цей період остаточно сформувалася сонатна форма, заснована на розробці і протиставленні двох контрастних тем, визначився класичний склад частин сонати та симфонії. Просвітництва в 2-й гюл. XVIII століття.

## Риси музичного класицизму

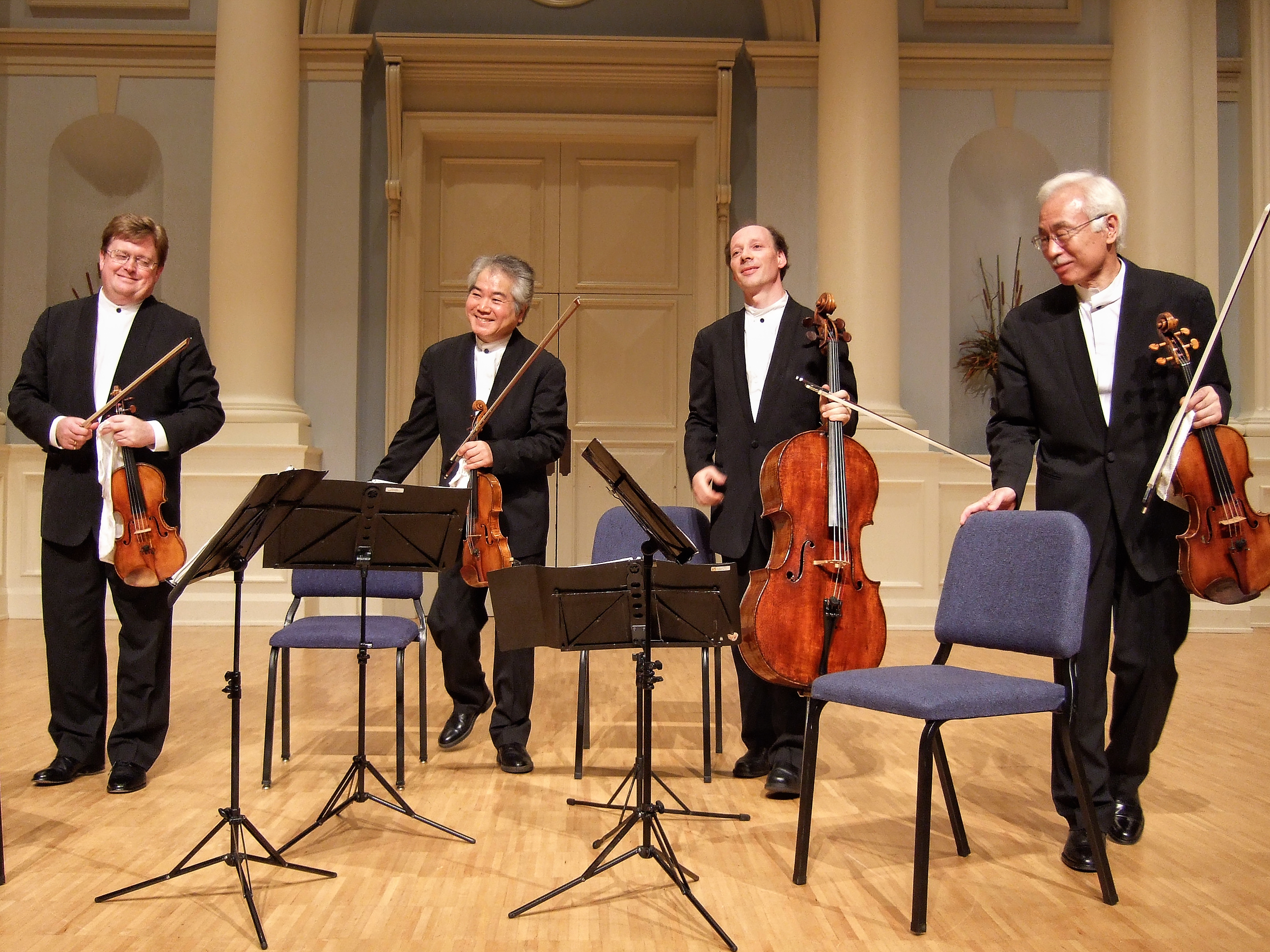
Струнний квартет. Зліва направо: скрипка 1, скрипка 2, віолончель, альт

Класичній музиці властива гармонійність світосприймання, раціоналізм, нормативність, виваженість творчих задумів, виструнченість й вивершеність форм, драматургії. Розрізняють ранній класицизм (Ж. Б. Люллі), просвітницький (К. В. Глюк) і віденський класицизм (Й. Гайдн, В. А. Моцарт, Л. ван Бетховен), що став його вершиною. Попередником класицизму є галантний стиль пізньої барокової епохи, що ознаменував поворот до легкої елегантності замість величної серйозності та вражаючої величі бароко.
В музичних творах доби класицизму музична тема складається із фраз (зазвичай 4-тактних) і контрастуючими мелодії фігураціями. Фактура — переважно гомофонно-гармонічна з чітко вираженою мелодією вгорі і підпорядкованим акомпанементом, наприклад, у вигляді альбертієвих басів. Це відрізняє класичну музику від барокової, в якій музична тема проводиться у різних голосах відповідно до правил контрапункту, зберігаючи при цьому ритм або метр. Таким чином фактура класичної музики є легшою і прозорішою. Щоправда, класицизм не відмовляється від контрапункту цілковито, зокрема у великих формах (симфоніях), а також у музиці духовних жанрів поліфонічні форми надалі зустрічаються.
У структурному відношенні класицизм характеризується чіткими музичними формами, окремі структурні складові завершуються кадансами. Динаміка використовується для підкреслення структури твору. Цим особливостям сприяв технологічний розвиток — утвердження рівномірної темперації засвідчило, що каданси в усіх тональностях звучать однаково, а впровадження фортепіано, яке поступово витісняє клавесин, надає більші можливості для створення динамічних контрастів і протяжних мелодій.
Змінюється також склад оркестрів. Використання клавесину або органу як basso continuo впродовж 1750–1775 років поступово припиняється, натомість стандартизується група струнних інструментів (скрипки, альти, віолончелі і контрабаси) та дерев'яних духових (флейти, гобої, кларнети, фаготи).
Хоча вокальна музика, особливо комічні опери, лишаться популярними, все більшого значення набуває інструментальна музика. Поширеними жанрами інструментальної музики стають соната, тріо, струнний квартет і квінтет, симфонії, інструментальні концерти та легкі п'єси, такі як серенади і дивертисменти. Розвивається сонатна форма, що використовується головним чином в перших частинах багаточастинних циклів — симфоній, квартетів, сонат.

## Музичний класицизм в Україні
Оскільки класицизм функціонував зазвичай при дворах монархів, то в Україні, що тоді була в окупації російської імперії не було своєї держави та монарха . Представники українського класицизму здебільшого творили у Петербурзі при царському дворі (М. Березовський, Д. Бортнянський та ін.) або в Москві (І. Хандошко, С. Дехтярев та ін.). Український класицизм представлений хоровою, камерно-інструментальною творчістю та оперною творчістю Д. Бортнянського, М. Березовського, хоровими творами А. Веделя, С. Дехтярева, інструментальними творами І. Хандошко тощо. Українській класицистичній музиці властиві засвоєння й переосмислення досвіду передусім італійського і почасти німецького галантного й ранньокласицистського стилю, представників мангеймської і — меншою мірою — віденської композиторських шкіл. В оперній музиці відчутні впливи італійської опери-серіа і -семісеріа, -буффа та французької комічної опери, в хоровій — продовження традицій партесного співу. У жанрі духовної пісні представлений спорадично і лише окремими елементами, передусім мелодичними зворотами та жанровими прототипами, в цілому ж духовна пісня українських авторів надалі розвивається у традиціях бароко.